# 재커리 고든
재커리 고든(Zachary Gordon, 1998년 2월 15일 ~ )은 미국의 배우이다. 윔피키드 1, 2, 3에서 그레그 헤플리 역을 맡았다.

## 출연 작품
- 블룸 형제 사기단
- 윔피 키드 (영화)
- 윔피 키드 2
- 윔피 키드 3